# Pratt & Whitney JT3D
Le Pratt & Whitney JT3D est un Turboréacteur à double flux américain de première génération, qui équipa notamment les Boeing 707 et Douglas DC-8. Conçu par le constructeur motoriste Pratt & Whitney, c'est une évolution à double flux du réacteur Pratt & Whitney JT3C, lui-même issu du réacteur militaire Pratt & Whitney J57. Il a été construit à plus de 8 000 exemplaires, produits entre 1959 et 1985. La plupart des exemplaires encore en service de nos jours sont utilisés par des appareils militaires, où ils portent la désignation TF33 (US Air Force).

## Conception et développement
Conscient de la concurrence exercée par le turboréacteur Rolls-Royce Conway, Pratt & Whitney décida de développer le JT3D, dérivé du turboréacteur JT3C, pour les livraisons ultérieures du Boeing 707 et du Douglas DC-8, alors en voie d'entrée en service. Une soufflante à deux étages remplaça les trois premiers des neuf étages du compresseur basse-pression du JT3C. Sur la turbine basse-pression, le deuxième étage fut agrandi et un troisième fut ajouté. Contrairement à General Electric avec le CJ805-23, Pratt & Whitney n'avait effectué aucune recherche de comportement transsonique sur la soufflante, et ses ingénieurs furent incapables de concevoir une unité à un seul étage pour le moteur. À la place, P&W installa un élément à deux étages, basé sur des recherches effectuées pour le turboréacteur nucléaire J91.
Sur le Boeing 707, la nacelle de soufflante du JT3D était relativement courte, alors que sur le DC-8, elle était de longueur maximale. Pratt & Whitney fournit plus tard un kit dans lequel les JT3C pouvaient être convertis au standard JT3D dans les ateliers pendant les révisions majeures.
En 1959, P&W reçut un important nombre de commandes du J3TD pour équiper les Boeing 707-120B and Boeing 720B, lorsque la compagnie American Airlines commanda un 707 propulsé par des JT3D, mais également lorsque la KLM commanda un Douglas DC-8 également propulsé par des JT3D. Les premiers 707 avaient été équipés du turboréacteur JT3C et les performances améliorées du turboréacteur attirèrent rapidement les compagnies aériennes. Un 707-123B JT3D et un 720-023B (le suffixe B indiquait un aéronef propulsé par turboréacteur) sont entrés en service dans American Airlines, le même jour, le 12 mars 1961.

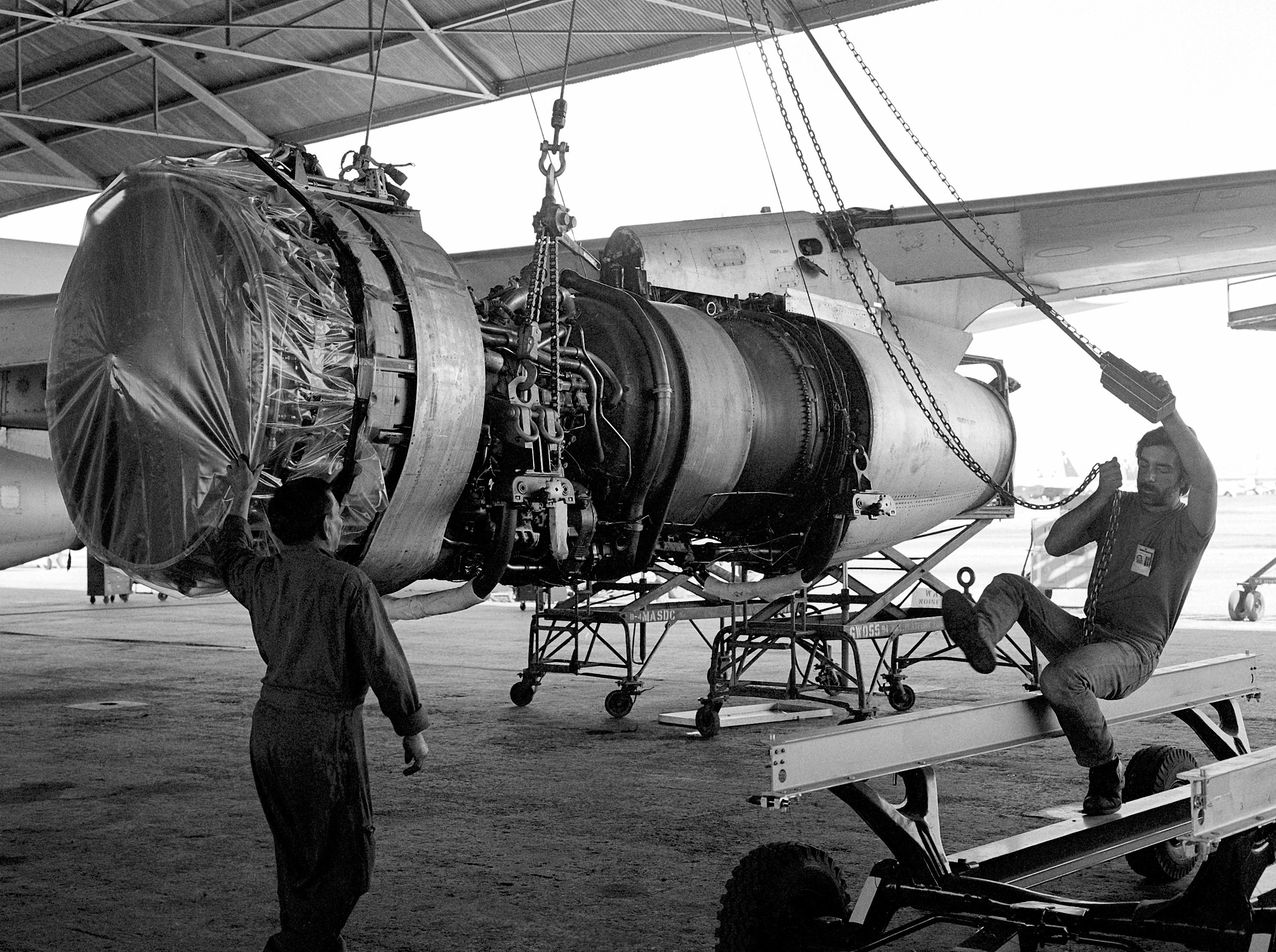
Les JT3D des Boeing 707 sont utilisés pour remotoriser les KC-135A de l'USAF, 1984.

Les Boeing KC-135 Stratotanker étaient tous initialement propulsés par turboréacteurs. Avec la réforme de beaucoup d'avions de ligne 707, l’United States Air Force eut la possibilité d'acheter les fuselages excédentaires et d'utiliser les moteurs pour remotoriser les KC-135A utilisées par la Garde nationale aérienne et les escadrons de réserve avec le JT3D civil (désigné TF33-PW-102). Plus de 150 appareils ont ainsi été modifiés et redésignés KC-135E. 
Après un long service pour les compagnies aériennes et les forces aériennes, le nombre d'avions propulsés par le JT3D est en baisse constante. 135 KC-135 utilisent le JT3D, tandis que 354 ont été équipés du moteur CFM International CFM56 (moteur équipant aussi l'Airbus A320), qui offre une plus grande poussée et une plus grande flexibilité opérationnelle en raison de sa faible empreinte sonore. Le bruit du JT3D est l'une des raisons du débat au sein de l'OTAN sur la remotorisation de sa flotte d'E-3 Sentry AWACS, avion soumis à des restrictions que les avions à moteurs modernes n'ont pas. La flexibilité opérationnelle est également améliorée, en raison des moteurs plus puissants permettant des altitudes de travail augmentées, étendant ainsi l'horizon pour la surveillance radar. En fait, les E-3 utilisés par la France et la Royal Air Force britannique ont fréquemment des altitudes de travail et des performances meilleures que celles de leur confrères américains (ou de l'OTAN).
Un autre avion bien connu équipé du JT3D (sous forme de TF33) est le Boeing B-52H Stratofortress. La version « H » du B-52 était la seule de la production du bombardier à être équipé de turboréacteurs à double flux, et le seul modèle restant en service dans l'US Air Force. Il devrait rester l'un des principaux bombardiers lourds de la flotte de l'USAF, au-moins jusqu'en 2040.

## Particularités

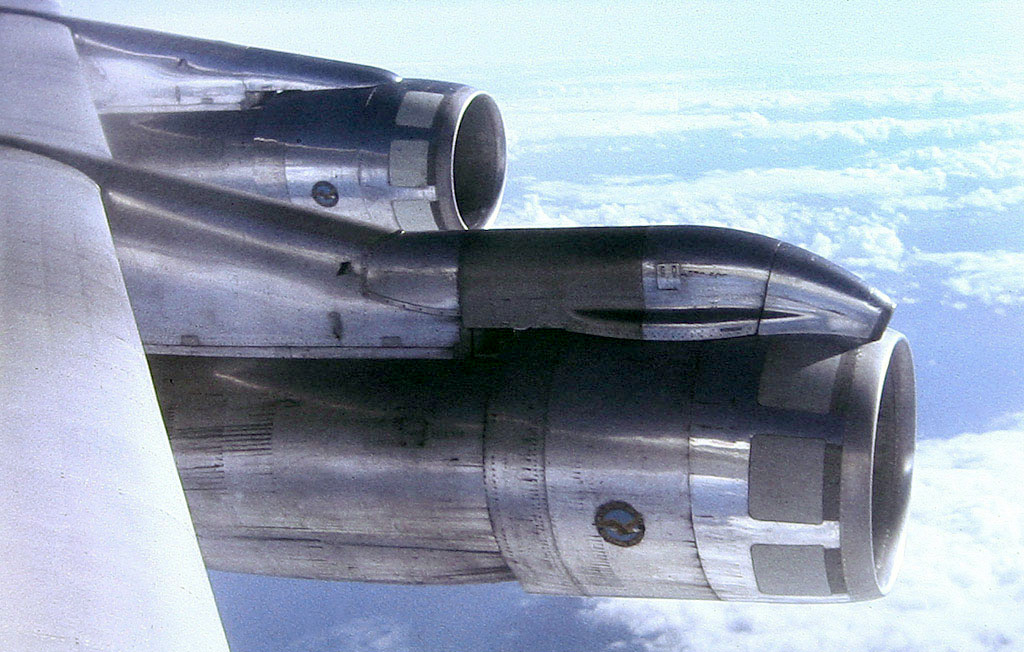
Vue sur les moteurs JT3D no 1 (en haut) et no 2 (au centre) d'un Boeing 707-320C. Le moteur no 1 ne possède pas de renflement pour le turbocompresseur.

Le Boeing 707 utilise des turbocompresseurs entraînés par les moteurs pour fournir de l'air comprimé au système de pressurisation de la cabine de l'avion. Sur beaucoup de 707 commerciaux, le support du moteur extérieur gauche (le no 1) est très différent de celui des trois autres moteurs de l'avion, car celui-ci n'est pas doté de turbocompresseur. Les modèles ultérieurs du 707 avaient fréquemment cette configuration, bien que les appareils de la compagnie American Airlines n'aient des turbocompresseurs que sur les moteurs 2 et 3. Les premiers 707 avaient souvent des carénages de turbocompresseurs sur les quatre moteurs, mais avec seulement deux ou trois compresseurs installés.
Les moteurs JT3D-3B sont facilement identifiables par les grandes trappes d'entrée d'air secondaires grises installées dans le carénage de la soufflante. Ces trappes sont ouvertes en grand (rétractées à l'arrière) pendant le décollage, afin de fournir de l'air supplémentaire et donner une poussée maximale. Quand la manette des gaz est replacée en position de croisière, les trappes se referment.

## Versions
- JT3D-1 : 17 000 lbf (75,62 kN). Version civile, (injection d'eau en option)[4] ;
- JT3D-2 (TF33-P-3) : 17 000 lbf (75,62 kN) de poussée[4] ;
- JT3D-3 : 18 000 lbf (80,07 kN) de poussée (injection d'eau optionnelle)[4] ;
- JT3D-3A (TF33-P-5) : 18 000 lbf (80,07 kN) de poussée[4] ;
- JT3D-3B : 18 000 lbf (80,07 kN) de poussée. Version civile ;
- JT3D-5A (TF33-P-7) : 18 000 lbf (80,07 kN) de poussée (injection d'eau optionnelle)[4] ;
- JT3D-8A (TF33-P-7) : 18 000 lbf (80,07 kN) de poussée (injection d'eau optionnelle)[4] ;
- JT3D-7 : 19 000 lbf (84,52 kN) de poussée. Version civile ;
- JT3D-15 : 22 500 lbf (100,08 kN) de poussée. Version civile pour le 707-820, non construite ;
- TF33-P-3 : 17 000 lbf (75,62 kN) de poussée, pour le Boeing B-52H Stratofortress[4] ;
- TF33-P-5 : 18 000 lbf (80,07 kN) de poussée, pour le Boeing KC-135 Stratotanker[4] ;
- TF33-P-7 : 21 000 lbf (93,41 kN) de poussée, pour le Lockheed C-141 Starlifter[4] ;
- TF33-P-11 : 16 000 lbf (71,17 kN) de poussée, pour le Martin B-57 Canberra.

## Applications
- Civiles (JT3D) :
  - Boeing 707
  - Douglas DC-8
  - Shanghai Y-10

- Militaires (TF33) :
  - Boeing B-52 Stratofortress
  - Boeing C-18
  - Boeing C-135B Stratolifter
  - Boeing E-3 Sentry
  - Northrop Grumman E-8 Joint STARS
  - Boeing KC-135E Stratotanker (JT3D provenant de 707 civils)
  - Boeing VC-137B/C Stratoliner
  - Lockheed C-141 Starlifter
  - Martin/General Dynamics RB-57F Canberra